# Андреевский собор (Санкт-Петербург)
Собор Святого Апостола Андрея Первозванного (Андре́евский собо́р) — православный храм на Васильевском острове в Санкт-Петербурге, стоящий на пересечении Большого проспекта и 6-й линии. Памятник архитектуры XVIII века. От Андреевского собора происходит название расположенного рядом Андреевского рынка. Являлся капитульным храмом ордена Святого Андрея Первозванного.
Храм относится к Санкт-Петербургской епархии Русской православной церкви, входит в состав Василеостровского благочиния. Настоятель — иерей Артемий Наумов.

## Деревянная церковь
В 1724 году Пётр I у шведского архитектора Никодемуса Тессина-младшего заказал проект Андреевской церкви, которую предполагали построить на стрелке Васильевского острова. Тессину выдвинули условие: храм должен был напоминать собор Святого Павла в Лондоне и иметь 427 футов (130 м) в длину. Тессин выполнил этот проект и в 1725 году, не приезжая в Россию, предоставил проектные чертежи церкви. Была изготовлена её модель, но осуществить замысел не удалось из-за внезапной кончины Петра.
Отвечал за строительную часть генерал-адмирал граф Фёдор Апраксин, он с начала 20-х годов XVIII века открыл сбор пожертвований
В 1726 году настоятель старой Рождественской церкви священник Тимофей Семёнов с братией, а также и жители Васильевского острова стали настаивать на необходимости строительства нового храма.
Они подали три прошения, в которых просили Синод ускорить построение церкви.
Выдержка из последнего прошения:

на оном острову, именным его императорскаго величества указом, построено домов многое число, и многие уже живут вседомовно и с челядинцы, а приходской церкви не имеетца, все в дальнем расстоянии и не сподобляютца (обыватели) слышать христианского священнослужения, и треб духовных отправлять некому.

### Подготовка строительства
Для строительства Андреевской церкви был выделен участок на углу Большого проспекта и 6 линии, где по первому утверждённому плану 1715 года предполагалось устройство площади.
Жители Васильевского острова просили синод о разрешении строить на отведённом месте временный деревянный храм для того, чтобы перенести в него из Рождественской церкви иконостас и всю необходимую утварь; совершение же богослужений и исполнение треб возложить на Рождественских священников.
Первое прошение синод встретил отказом, но обыватели острова повторно подали коллективную просьбу, и синод ответил, что построить временную церковь можно при условии разрешения от полицейских властей.
В 1728 году разрешение полицеймейстерской канцелярии было получено.
15 (26) января 1727 года по именному указу императрицы Екатерины I повелено было отпустить из казённых сумм на строение церкви во имя апостола Андрея Первозванного 1 000 рублей деньгами и на 2 000 рублей выделить материалов.
В том же 1727 году по высочайшему повелению было издано «Увещание» — обращение к кавалерам Андреевского ордена, на русском и немецком языках приглашающее к пожертвованию на постройку орденской церкви.
Эффективность этого хода неясна — книга для сбора пожертвований была утеряна.
Высочайше пожалованная сумма также не дошла до собора: она была выдана Соляною конторой графу Апраксину, после его кончины сумма поступила в адмиралтейскую коллегию, где и находилась до 1783 года и по распоряжению гоф-интенданта, Петра Мошкова, была использована для строительства Казанской церкви.

### Строительство деревянной холодной церкви
7 мая 1728 года известный архитектор Джузеппе Трезини отчитался синодальной канцелярии в том, что разрешение на постройку на острову деревянной церкви имеется.
Заросшее лесом место для неё расчищено и заготовлены все нужные материалы.
В следующем 1729 году состоялась закладка церкви, совершенная преосвященным Питиримом, архиепископом нижегородским.
Деревянная церковь была построена в период с 1729 по 1731 год архитектором Дж. Трезини.
20 (31) января 1731 года в синод поступило прошение священника старой Рождественской церкви, что на Петербургском острову 
в C.-Петербурге на Преображенском острову построена вновь на каменном фундаменте деревянная церковь и всяким благолепием украшена
В связи с этим он просил синод выдать для этой церкви антиминс, и освятить её во имя образа Пресвятой Богородицы Казанския (ранее предполагалось освятить её имя Рождества Пресвятой Богородицы).
Также ходатайствовал о разрешении открыть при церкви кладбище и перенести в новопостроенную церковь чудотворный образ Казанской Божией Матери, а также часть утвари.
Просьба была удовлетворена лишь частично: антиминс был выдан, в остальном же просителю отказано.
В сентябре месяце прихожане новой церкви снова ходатайствовали перед синодом об определении священника Ростовской епархии, Никифора Никифорова, в свой приход.
Этот священник был назначен, но церковь не была освящена до осени 1732 года.

### Церковь Андрея Первозванного
В сентябре 1732 года в Синод поступило прошение сенатора, обер-секретаря Ивана Кириллова, поддержанное прочими жителями Васильевского острова, настоятельно просивших об освящении новопостроенной церкви.
Прошение было рассмотрено более внимательно, и Святейший Синод рассудил

в Петербурге во имя святого апостола Андрея Первозванного церкви не имеется, а понеже ордена того святого апостола Андрея в Российской империи имеется кавалерия, которую сама ея императорское величество государыня императрица Анна Иоанновна, самодержица всероссийская, полагая на себе, носить изволить, также по всемилостивейшему ея императорского величества указу, многие знатные обретающими в России и в службе ея императорского величества особы, господа министры, генералитет и придворные высшие чины тоя кавалерии ношением удостоены. Чего для, в день того св. апостола, как в церемониальном чиноположении объявлено, а именно: ноября 30-го числа, бывает публичное церемониальное торжество, и прилично святейшему синоду показалось вышепомяненную церковь освятить во имя св. апостола Андрея Первозванного
Сюда из обветшавшей деревянной церкви Рождества Пресвятой Богородицы, находившейся на Петербургском острове, в Посадской слободе, был перенесён иконостас; средства на облачения и утварь пожертвовала императрица Анна Иоанновна.
8 октября 1732 года она была освящена во имя святого апостола Андрея Первозванного преосвященным Феофаном (Прокоповичем), архиепископом Новгородским и Великолуцким.
В первые годы при храме имелось небольшое кладбище, где, по преданию, похоронены князь Яков Долгоруков, княгиня Екатерина Долгорукова, Андрей Нартов.
священник

 Иаков Тихонов,

протопресвитеры:

 Василий Самуйлов,

 Сергий Фёдоров,

 Георгий Михайлов,

 Иаков Мултановский,

 Стефан Семенов,

протоиереи:

 Иоанн Филиппов,

 Петр Песоцкий,

 Герасим Павский,

 Михаил Добронравин,

 Феодор Песоцкий,

 Иоанн Протопопов,

 Александр Камчатов,

 Павел Налимов,

 Иоанн Покровский.

### Собор Андрея Первозванного
9 (20) января 1744 года причт Андреевской церкви, который состоял из трёх священников, подал прошение императрице Елизавете Петровне, в нём он ходатайствовал о переименовании церкви в собор и о возведении настоятеля — священника Иакова Тихонова — в сан протопресвитера (в прошении было сказано «в протопопа»).
Это прошение было поддержано подписями именитых прихожан и даже обер-прокурором Святейшего синода и получила ход.
4 (15) февраля 1744 года указом преосвященного Никодима, епископа Санкт-Петербургского и Шлиссельбургского, Андреевская церковь была переименована в собор.
12 (22) февраля священник Иаков Тихонов в Петропавловском соборе был возведён в сан протопресвитера.
В 1745 году в ограде собора появилась памятная плита с надписью на грузинском языке.
К 1905 году эта плита была вделана в наружную стену близ главного входа Трёхсвятительской церкви.
Русскоязычная часть плиты:

Любезные братья мои, я была в этом преходящем мире дочь кахетинского князя, обер-гоф-маршала Нодара Джарджадзева и получила при святом крещении имя княжны Гуки. Божиею волею, я была в супружестве за князем Грузинским, первого разряда майором Эдишером Эмирахваровым и провела жизнь с ним в сердечном согласии. Лишившись отечества и своего имения, я прибегла в землю иностранную и перешла от Мира сего в столичном городе Петербурге, 28 марта (8 апреля) 1745 года, на 37 году моей жизни. Иностранка, я, купив на деньги свои это место для моего приличного погребения, положена в землю, в церкви святого апостола Андрея, не оставив детей, которые молились бы за меня. Отцы и братья любезные, видя гробницу чужеземной грешницы и камень, покрывающий меня, молитесь Господу за меня, дабы Он вам простил грехи ваши
После этого следует надпись на грузинском языке:

На сем месте погребена грузинскаго полку господина майора князя Елиска Потапевича Амилиаварова, супруга ево княгиня Гука Нодаровна, которой от рождения было 38 лет, а преставися в нынешнем 1746 году месяца марта 29 числа

## Церковь Трёх Святителей (грузинская церковь)

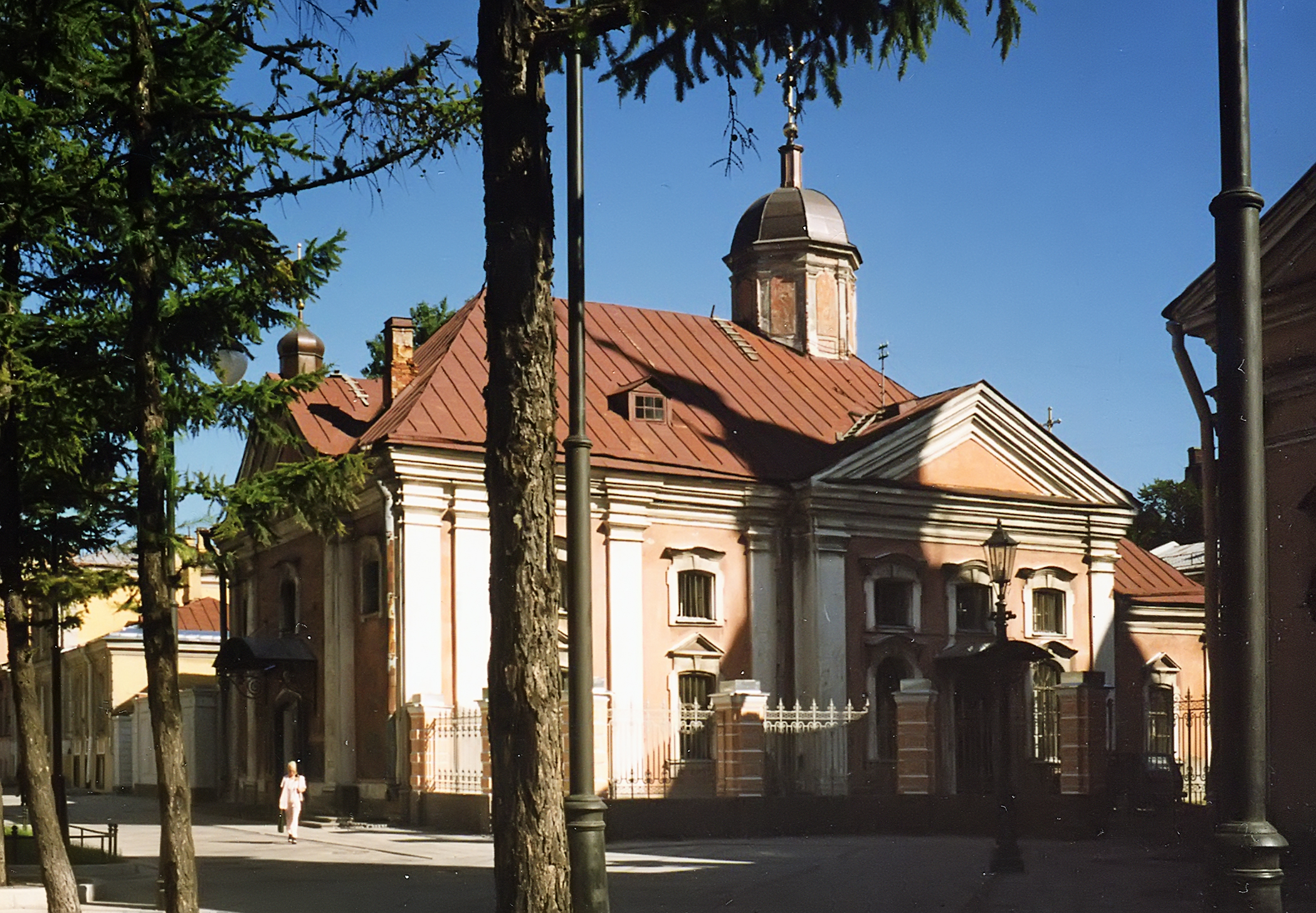
Церковь Трёх святителей на 6-й линии В.О.

Новый собор не отличался ни красотой постройки, ни особыми удобствами.
Деревянное здание было холодным и маловместительным, с одним приделом.
Это здание не соответствовало духовным нуждам растущего населения Васильевского острова.
В сильные зимние морозы было сложно проводить богослужение и женщины и дети всю зиму были лишены возможности бывать в церкви.
Так как в то время это было неотъемлемой частью жизни, такое положение вещей заставило прихожан ещё в 1740 году обратиться к императрице Анне Иоанновне с просьбой о разрешении построить при coборе тёплую церковь и освятить её во имя Знамения Пресвятой Богородицы, хотя окончательное решение повергали на благовоззрение её величества и святейшего синода.
6 (17) апреля 1740 года было получено высочайшее разрешение, исполнение постройки было поручено строившему старый собор архитектору Трезини.
2 (13) июля 1740 года состоялась закладка церкви.
За недостатком средств строительство шло очень медленно.
Известно, что в качестве материала для постройки был даже употреблён материал, оставшийся от починки дома персидского посла в Санкт-Петербурге.
После двадцати лет строительства церковь была освящена 17 (28) сентября 1760 года во имя Трёх Святителей с приделом на хорах во имя Благовещения.
Иконостас в этом приделе, престол, жертвенник и прочая церковная утварь были перенесены из разобранной церкви 1-го кадетского (шляхетского) корпуса, бывшей некогда домовой церковью князя Меншикова.
4 (15) июля 1761 года деревянный Андреевский собор постройки 1728 года сгорел до основания в результате попадания молнии.
Причт собора вплоть до осени 1763 года совершал богослужения в Трёхсвятительской церкви.
6 октября того года протопресвитером Григорием Тимофеевым и прихожанами преосвященному Гавриилу, архиепископу санкт-петербургскому и шлиссельбургскому, была подана просьба о разрешении сбора пожертвований на постройку новой каменной церкви.

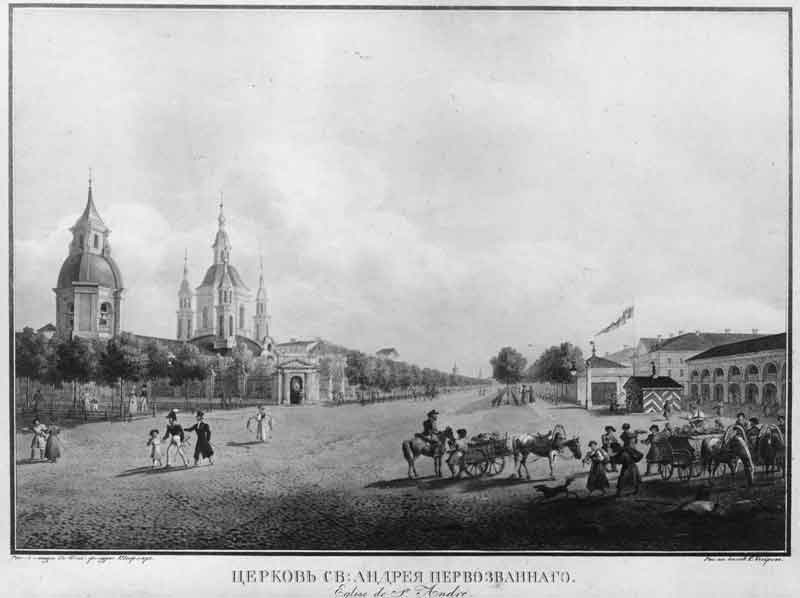
Андреевский собор в начале XIX века

Преосвященный Гавриил весьма благосклонно отнёсся к этому ходатайству и на прошении собственноручно поставил резолюцию: 
Господь Бог да благословит и да благопоспешит начать и совершить благополучно святое дело

## Каменная церковь

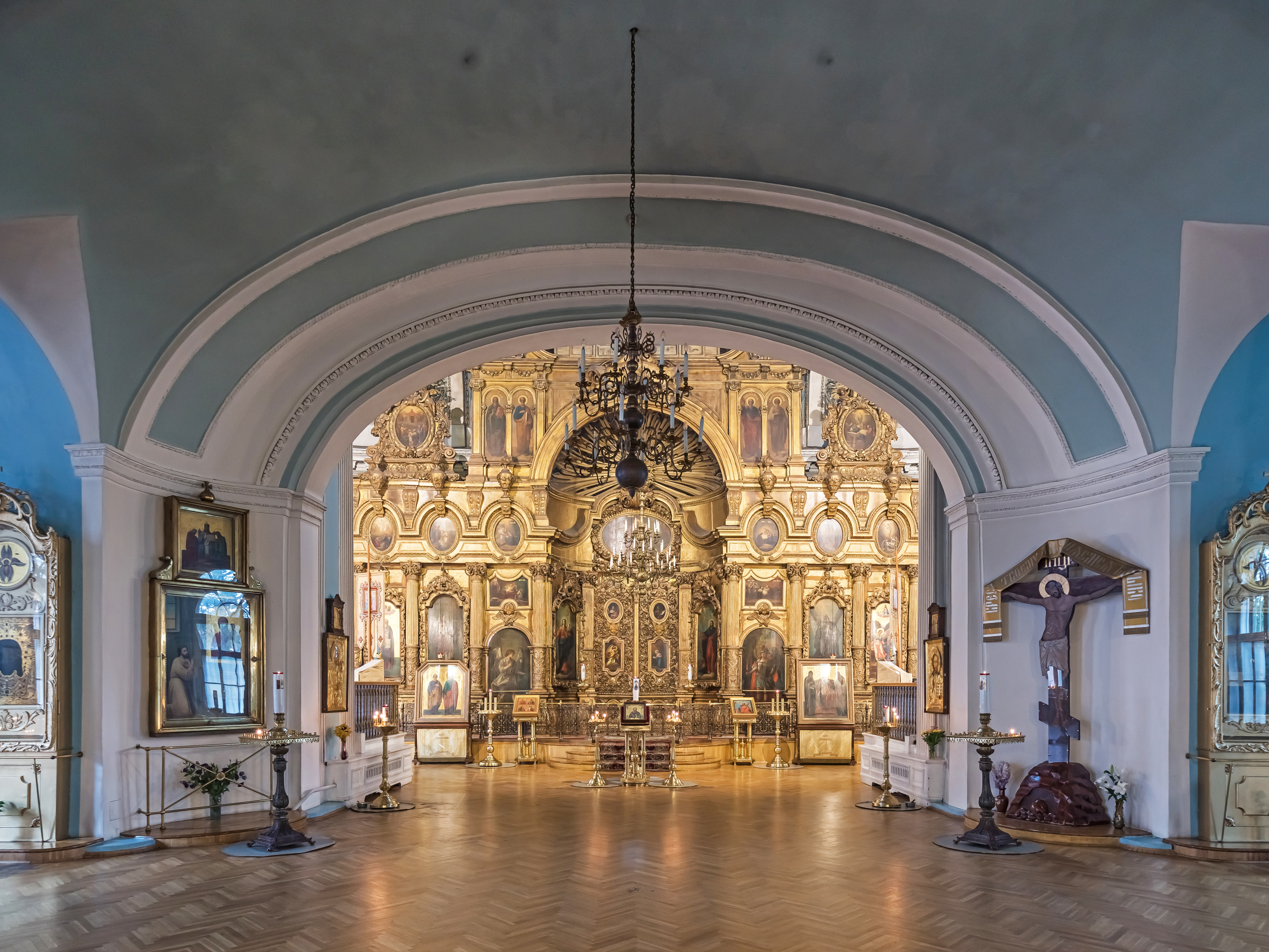
Вид на иконостас

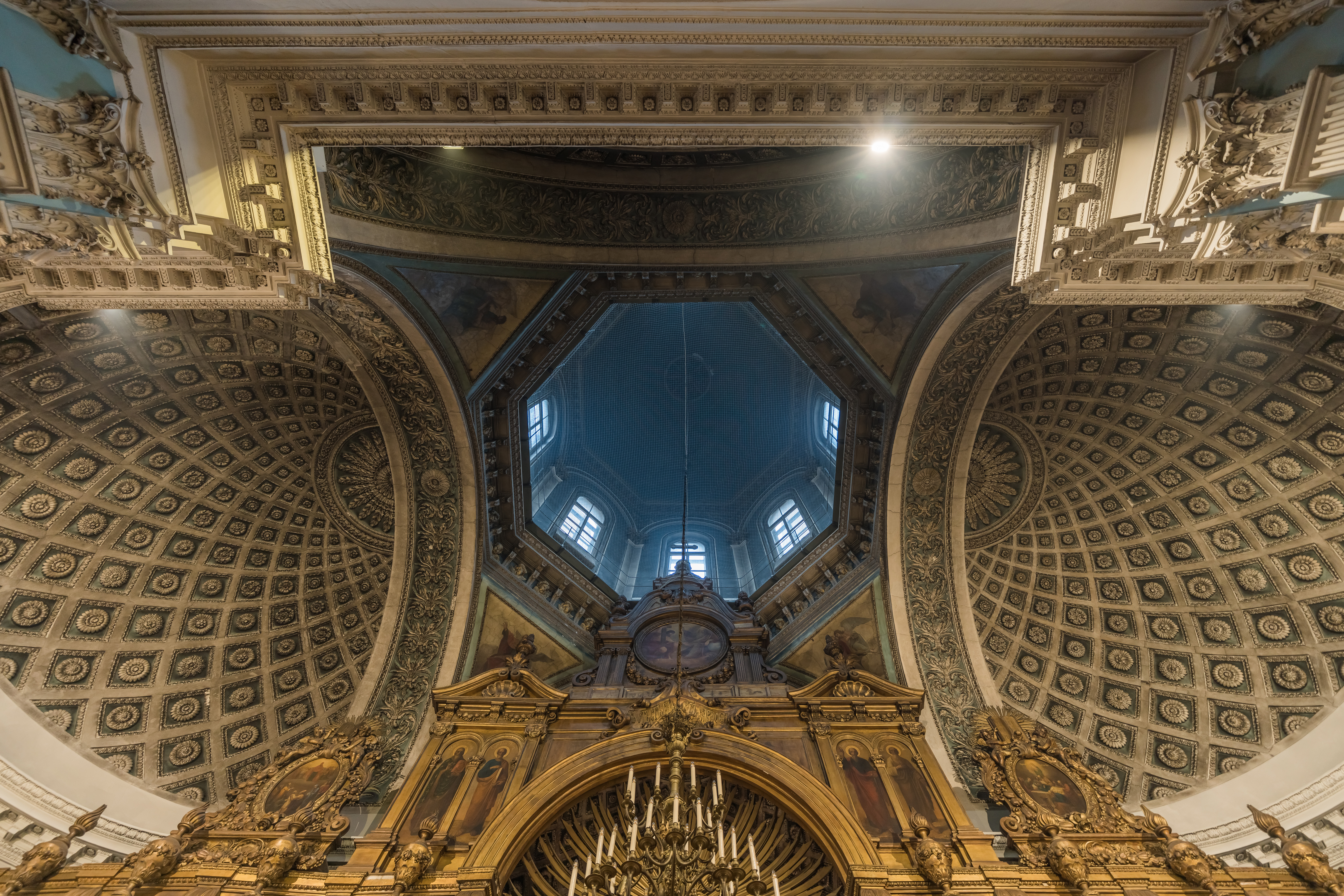
Интерьер купола собора

Для сбора пожертвований причту собора была выдана книга.
Дополнительно состоялось высочайшее повеление о взимании с кавалеров трёх российских орденов, по каким-либо причинам не являвшихся на торжества в орденские дни, штрафа по 30 рублей с каждого, с тем, чтобы эти деньги шли на постройку собора.

### Строительство
Новый каменный храм был заложен 18 (29) июля 1764 года.
По одним сведениям, проект разработал архитектор А. Ф. Вист, и возможно в процессе строительства принимал участие архитектор А. А. Иванов.
По другим сведениям, проект разработал архитектор А. А. Иванов, и строительство велось под его авторским надзором.
Во время строительства ощущался недостаток материальных средств на оплату труда и материалов.
Это заставило настоятеля собора протопресвитера Григория Тимофеева, обратиться в мае 1766 года к императрице Екатерине II с просьбой об отпуске для окончательнаго сооружения церкви ещё 6 000 рублей в счёт взимаемых с кавалеров штрафов.
Власти навели справки о состоянии дел, и выяснилось, что со времени открытия собора на постройку пожертвований поступило на 3 872 рубля.
Эти деньги были получены из следующих источников:
- 2 000 рублей было пожаловано от государыни,
- 200 рублей — от цесаревича Павла,
- 600 рублей штрафных денег,
- 1 072 рубля от разных лиц.

Императорские эксперты признали, что собранные деньги были достаточными для окончания постройки, и просителю в ходатайстве было отказано.
Во время сооружения свода 6 (17) августа 1766 года неожиданно произошло обрушение купола собора и зодчего посадили под арест.
После разбирательства причин обрушения архитектора оправдали, а строительство, сильно затянувшееся, было продолжено.
Новый трёхпридельный каменный Андреевский собор был освящён 21 марта (1 апреля) 1780 года.

### Собор с 1780 по 1917 год
Храм построен в смешанном стиле, близком к стилю «ренессанс».
Главный купол Андреевского собора обрамлён четырьмя главками, трапезная соединяет основной объём с двухъярусной шатровой колокольней (1784—1786).
Стены обработаны пилястрами и прорезаны высокими полуциркульными окнами.
Храм имеет не только весьма красивый внешний вид, но, по мнению искусствоведов, лучшим его украшением является резной позолоченный трёхъярусный иконостас во вкусе Растрелли, высотой 17 м (8 сажень).
В один из периодов истории собора даже его крыша окрашивалась в зелёный цвет (зелёный — цвет орденской мантии).
Из достопримечательностей церкви в начале XX века выделяли напрестольное облачение в главном алтаре, выполненное в 1861 году из чистого серебра Фёдором Верховцевым, весом в 115 кг (7 пудов), стоимостью в 26 000 рублей, Евангелие в серебряном окладе, весом в 14,5 кг (35 фунтов), и запрестольный образ Господа Саваофа (автор не установлен), а также находящаяся в главном алтаре над южными дверями икона Воздвижения Креста Господня (XVII век) с изображениями царя Алексея Михайловича, царицы Марии Ильиничны и патриарха Никона.
Плафон церкви до 1897 года был живописным, на нём был изображён Бог Отец.
При ремонте церкви плафон был закрашен и роспись была утеряна.
В сводах, а также в центральной апсиде было закреплено большое количество железных крюков (петель), назначение которых неизвестно. Эксперты предполагают, что они использовались для подвешивания лампад, ссылаясь на существование такого обычая во многих церквях.
5 (16) апреля 1797 года указом императора Павла I Андреевскому собору присвоено наименование «кавалерского I класса».
До 1813 года в нём находилось особое царское место, к тому же он стал капитульным храмом ордена Святого Андрея Первозванного.
В связи с этим над входом в храм были помещены знаки ордена, поддерживаемые ангелами (крылатыми резными фигурами).

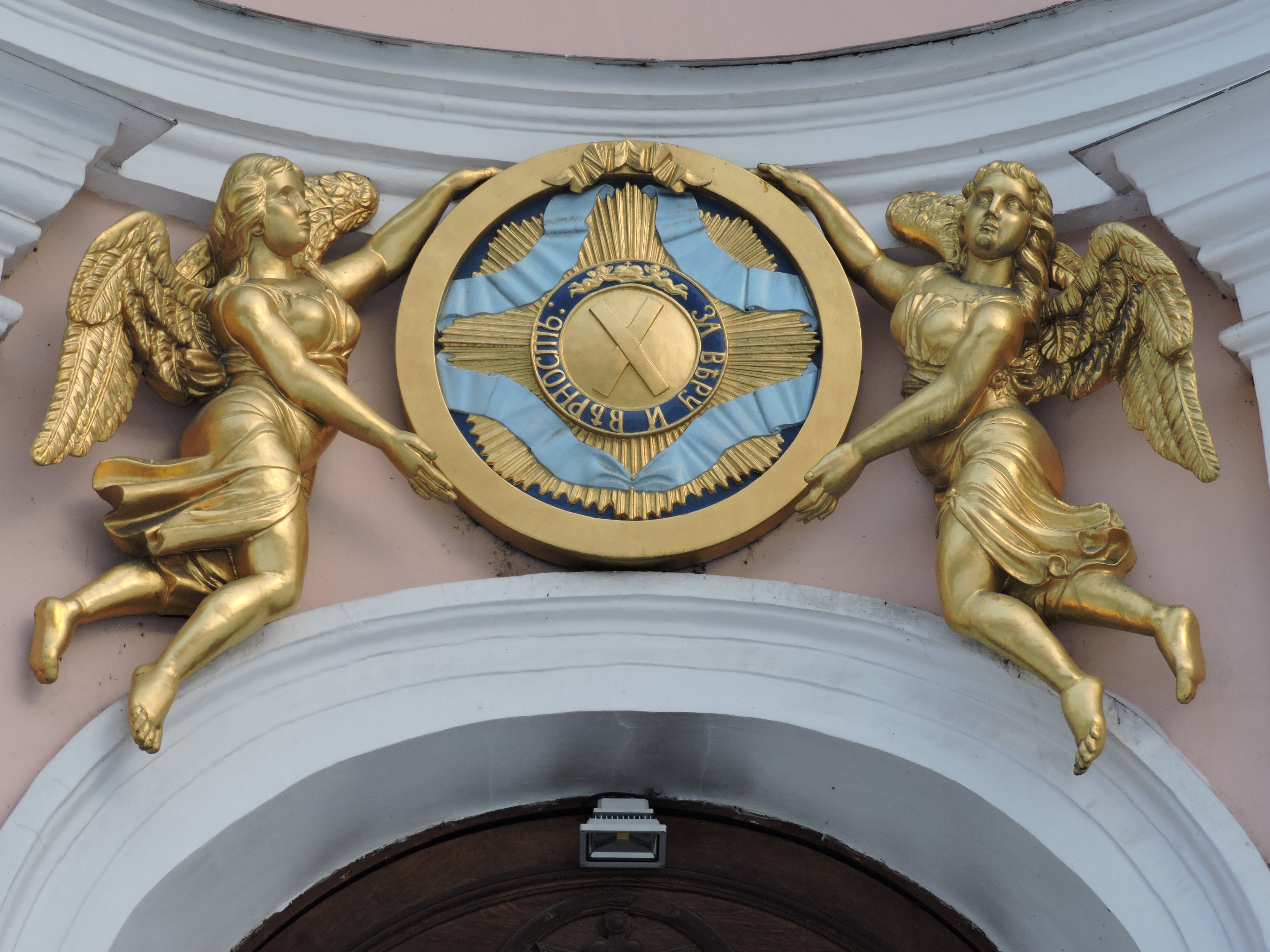
Ангелы, держащие знаки ордена Святого Апостола Андрея Первозванного над входом в собор

В 1848—1850 годах пристроены боковые приделы (архитектор Николай Гребенка), в 1857—1858 годах произведена отделка интерьера (архитектор Алексей Горностаев).
В 1870-е годы в соборе по проекту Доримедонта Соколова и Александра Гешвенда была проведена система отопления и вентиляции.
В 1878—1879 годах архитектор Александр Кракау построил при соборе часовню и ограду (не сохранились). В 1894 году на колокольне собора были установлены часы, изготовленные в Кронштадте.
К Андреевскому собору была приписана Никольская часовня на Николаевском мосту (с 1918 года — мост Лейтенанта Шмидта, с 2007 года — Благовещенский мост) (1853—1854, архитектор Андрей Штакеншнейдер, не сохранилась).
С 1869 году действовало приходское благотворительное общество, содержавшее богадельню и детский приют.

### Собор после 1917 года
С 1923 года собор стал одним из главных обновленческих храмов города. Здесь настоятельствовал протоиерей Николай Фёдорович Платонов, впоследствии (с 1934 года) обновленческий митрополит Ленинградский. В 1938 году собор был закрыт.
В 1992 году собор был возвращён Санкт-Петербургской епархии вместе с церковью Трёх святителей. Сохранился иконостас XVIII века.
В 2001 году у Андреевского собора открыт обелиск в честь 300-летия ордена святого Андрея Первозванного (авторы: А. А. Казаков и Ю. В. Горевой). В 2002—2003 годах проведены реставрационные работы.